# Alexandre Dargomyjski
Alexandre Sergueïevitch Dargomyjski (en russe : Александр Сергеевич Даргомыжский), né le 2 février 1813 (14 février 1813 dans le calendrier grégorien) à Toula et mort le 5 janvier 1869 (17 janvier 1869 dans le calendrier grégorien) à Saint-Pétersbourg, est un compositeur russe.

## Biographie
Amateur éclairé, Alexandre Dargomyjski fait la connaissance de Mikhaïl Glinka en 1833. Glinka lui apporte les connaissances théoriques et pratiques qui lui manquaient pour entrer de plain-pied dans le domaine de la composition musicale. Après son voyage de 1844-1845 à Paris, Dargomyjski commence à s'intéresser de près au folklore de son pays. Il effectue un travail d'étude important sur la langue russe parlée et sur les manières d'exploiter sa prosodie dans le cadre d'œuvres musicales. Ce travail, joint à celui de Glinka, permet de jeter les bases d'un nationalisme artistique qui sera aux fondements de l'école musicale russe, d'où sortira le Groupe des Cinq.

## Œuvres principales
- Esmeralda (opéra, 1839), livret du compositeur d'après le roman Notre-Dame de Paris de Victor Hugo.
- La Roussalka (en) (opéra, 1856), d’après Pouchkine (1832)
- Le Convive de pierre (opéra, 1869), d’après Pouchkine (1830), sur le thème de Dom Juan

En-dehors des opéras, il a composé de nombreuses mélodies (comme Je vous aimais, sur un poème de Pouchkine), des pièces pour piano et quelques pièces orchestrales.

## Adresse à Saint-Pétersbourg
À partir de 1843, il vit rue Mokhovaïa, no 30, où il mourut. Il est enterré au cimetière Tikhvine, à Saint-Pétersbourg.